# Kapela sv. Monike i sv. Leopolda Bogdana Mandića u Dankovcu
Kapela sv. Monike i sv. Leopolda Bogdana Mandića katolička je kapela koja se nalazi u zagrebačkoj četvrti Gornja Dubrava u naselju Dankovec. Izgrađena je 1983. godine. Kapela je nastala nakon što je župnik Pinturić svoju kuću u Dankovcu poklonio župi, te je uredio u kapelicu sv. Monike i sv. Leopolda Mandića.

## Galerija
- Ulaz u kapelu
- Pogled na kapelu s ulaza
- Raspelo i slika na zidu iza oltara
- Unutrašnjost crkve
- Toranj sa zvonikom smješten pored kapele